# (13974) 1991 YC
1991 واي سي (ويعرف أيضًا باسم (13974) 1991 واي سي وفق تسمية الكوكب الصغير) (بالإنجليزية: 1991 YC)‏ هو كويكب ضمن حزام الكويكبات؛ وترتيبه 13974 من حيث الاكتشاف.
اكتُشف هذا الجُرم الفلكي بواسطة Akira Natori ‏ في 28 ديسمبر 1991.

## وصلات خارجية
- (13974) 1991 YC في قاعدة بيانات مختبر الدفع النفاث لأجرام النظام الشمسي الصغيرة

- الاكتشاف · مخطط المدار ·  العناصر المدارية · المعلمات المادية

- (13974) 1991 YC على موقع ويكي سكاي: DSS2, SDSS, GALEX, IRAS, Hydrogen α, X-Ray, Astrophoto, Sky Map, Articles and images